# Toshiyuki Abe
Toshiyuki Abe (阿部 敏之 Abe Toshiyuki?, nacido el 1 de agosto de 1974 en Saitama) es un exfutbolista japonés. Jugaba de centrocampista y su último club fue el Kashima Antlers de Japón.

## Trayectoria

### Clubes
| Club            | País   | Año         |
| --------------- | ------ | ----------- |
| Kashima Antlers | Japón  | 1995 - 1999 |
| CFZ             | Brasil | 1997        |
| Urawa Reds      | Japón  | 2000 - 2002 |
| Vegalta Sendai  | Japón  | 2002 - 2003 |
| Albirex Niigata | Japón  | 2004        |
| Kashima Antlers | Japón  | 2005        |

## Palmarés

### Títulos nacionales
| Título             | Club            | País  | Año  |
| ------------------ | --------------- | ----- | ---- |
| J1 League          | Kashima Antlers | Japón | 1996 |
| Copa J. League     | Kashima Antlers | Japón | 1997 |
| Copa del Emperador | Kashima Antlers | Japón | 1997 |
| J1 League          | Kashima Antlers | Japón | 1998 |